# Idrís II ben Alí
Idrís II ben Alí, también conocido como Idrís II ibn Yahya ibn Alí o simplemente, Idrís II ibn Yahya (¿Ceuta?, 1030 – Málaga, 3 de abril de 1055). Bereber de la dinastía hammudí, fue el sexto rey de la Taifa de Málaga al ocupar el trono entre 1042 y 1047.
Hijo de Alí ben Hamud al-Násir, califa de Córdoba entre 1016 y 1018 y de Fátima, hija del también califa al-Qásim al-Mamún, Idrís era hermano de Hasan al-Mustánsir que con anterioridad había ocupado también el trono de la taifa malagueña.
Hasta que su hermano al-Hasan fue nombrado rey, en 1040, Idrís permaneció en Ceuta bajo el tutelaje del eslavo Naya al-Siqlabi. Viajó a Málaga y allí fue encarcelado por orden de su hermano, que no se fiaba de él, aunque lo nombró heredero.
Al-Hasan murió envenenado a finales de 1042, por lo que Idrís fue retenido en prisión por Naya que se hizo con el trono de la taifa de Málaga hasta que fue asesinado por sus soldados que, tras liberar a Idrís, lo proclamaron califa, título que utilizaban los reyes de Málaga, con el reconocimiento de los jefes bereberes de la ciudad y de los reyes taifas de Granada y Carmona.
En febrero de 1046 se produjo una rebelión contra Idrís que comenzó en la fortaleza de Ayrus, donde se encontraban presos dos de sus primos, Muhámmad y al-Hasan, que provocó la proclamación como nuevo califa de Muhámmad. Idrís se encontraba de cacería sin saber lo que pasaba, pero en cuanto atravesó los muros de la ciudad sus habitantes le cerraron las puertas y aclamaron a Muhámmad como califa.
| Predecesor: Naya al-Siqlabi | Reyes taifas de Málaga 1042 – 1047 | Sucesor: Muhammad I al-Mahdi |